# Schlumbergeria (protista)
Schlumbergeria es un género de foraminífero bentónico considerado un sinónimo posterior de Orbitoides de la subfamilia Orbitoidinae, de la familia Orbitoididae, de la superfamilia Orbitoidoidea, del suborden Rotaliina y del orden Rotaliida. Su especie tipo era Linderina? douvillei. Su rango cronoestratigráfico abarcaba desde el Campaniense hasta el Maastrichtiense (Cretácico superior).

## Clasificación
Schlumbergeria incluía a la siguiente especie:
- Schlumbergeria douvillei †